# Gloriette

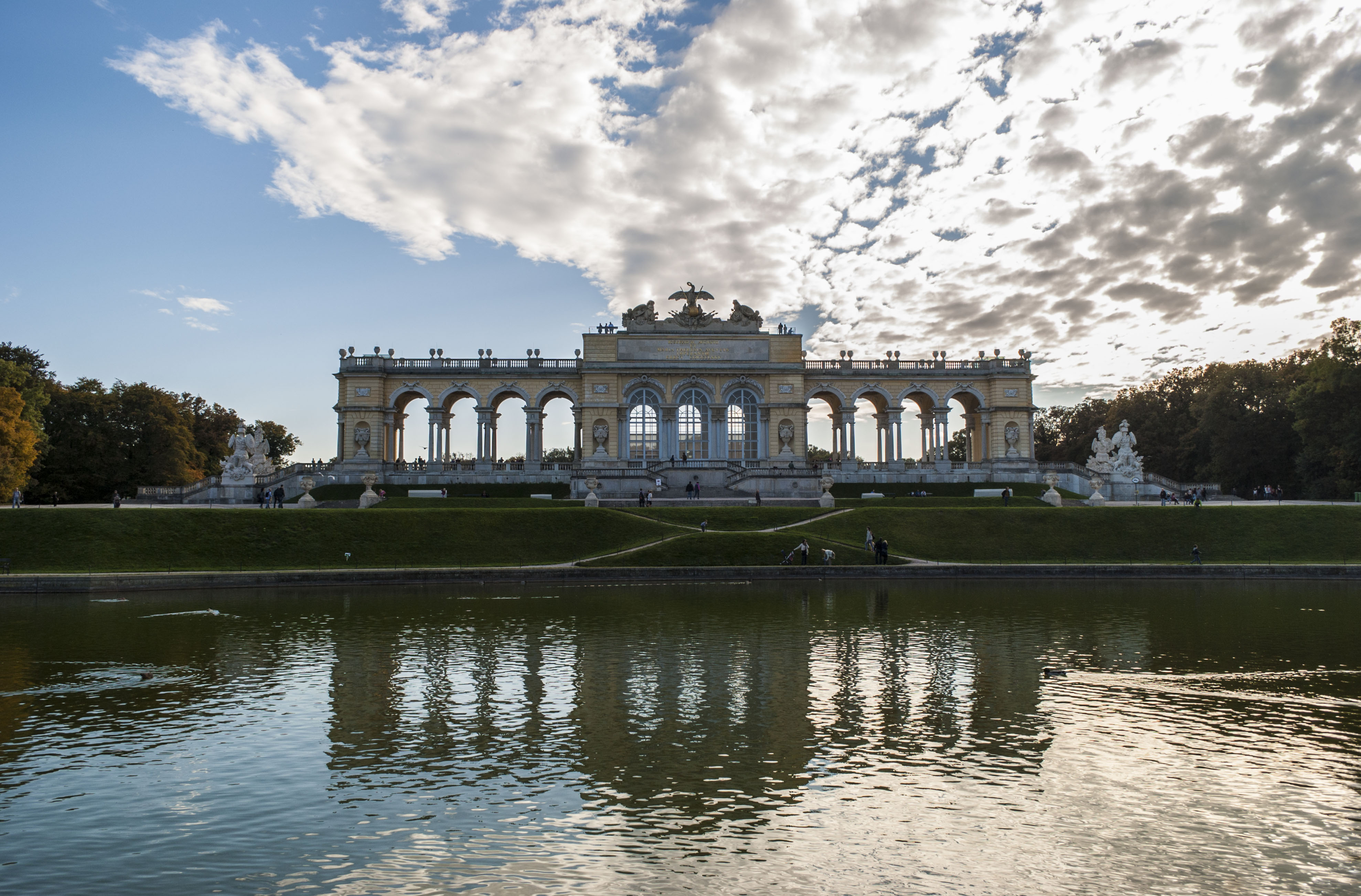
A bécsi Gloriette

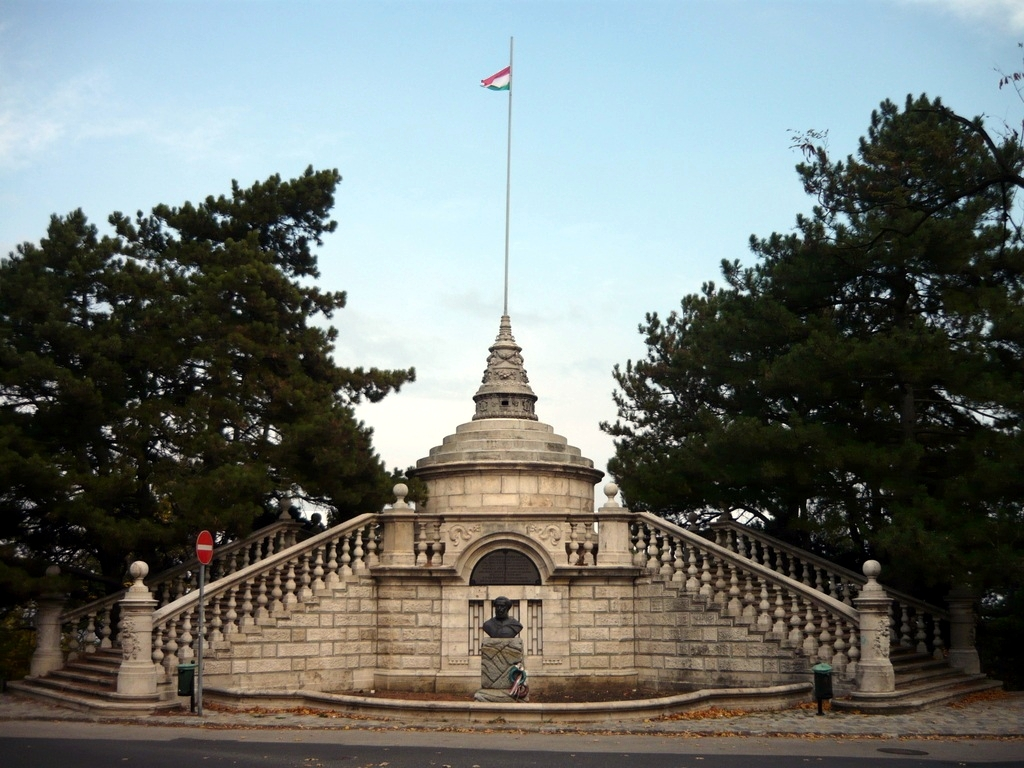
A Széchenyi emlékmű

A gloriette kisebb pavilon- vagy belvedere-szerű épület egy parkban.

## A bécsi Gloriette
A legismertebb ilyen alkotás a bécsi schönbrunni kastély kertjében álló Gloriette épület, amelyet 1775-ben emeltek, és később étterem és díszterem volt benne, majd I. Ferenc József császár reggelizőszobája. Az éttermet a Monarchia korának végéig használták. Ma kávéház van benne, amely kilátóként is szolgál, remek bécsi panorámával. Az épület homlokzatán a következő szöveg olvasható: "JOSEPHO II. AUGUSTO ET MARIA THERESIA IMPERANTIB[us] MDCCLXXV" (II. József és Mária Terézia uralkodása alatt emelve, 1775)

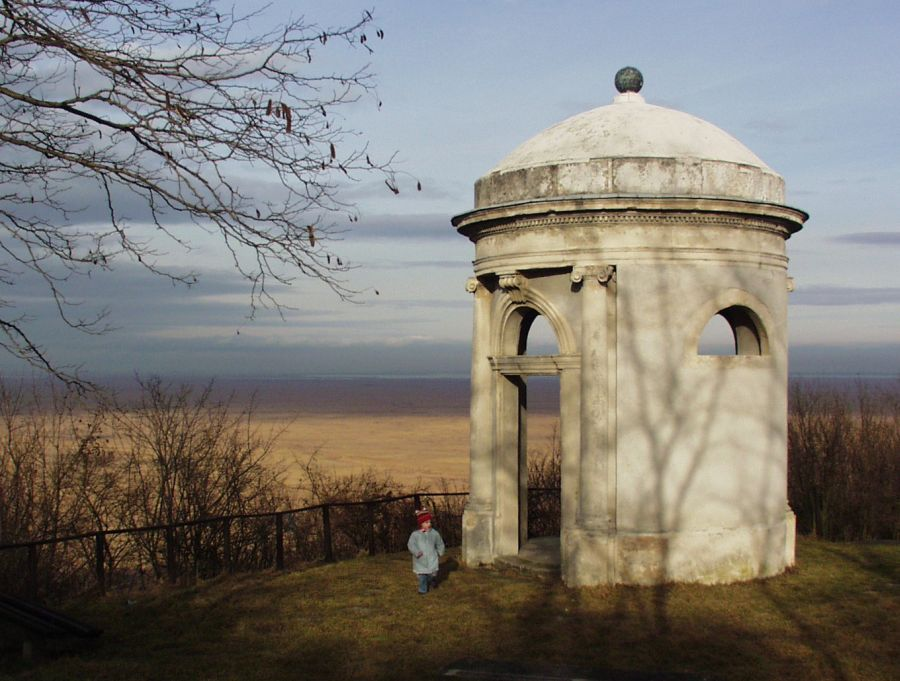
A fertőbozi Gloriette kilátó a Fertő tóval a háttérben.

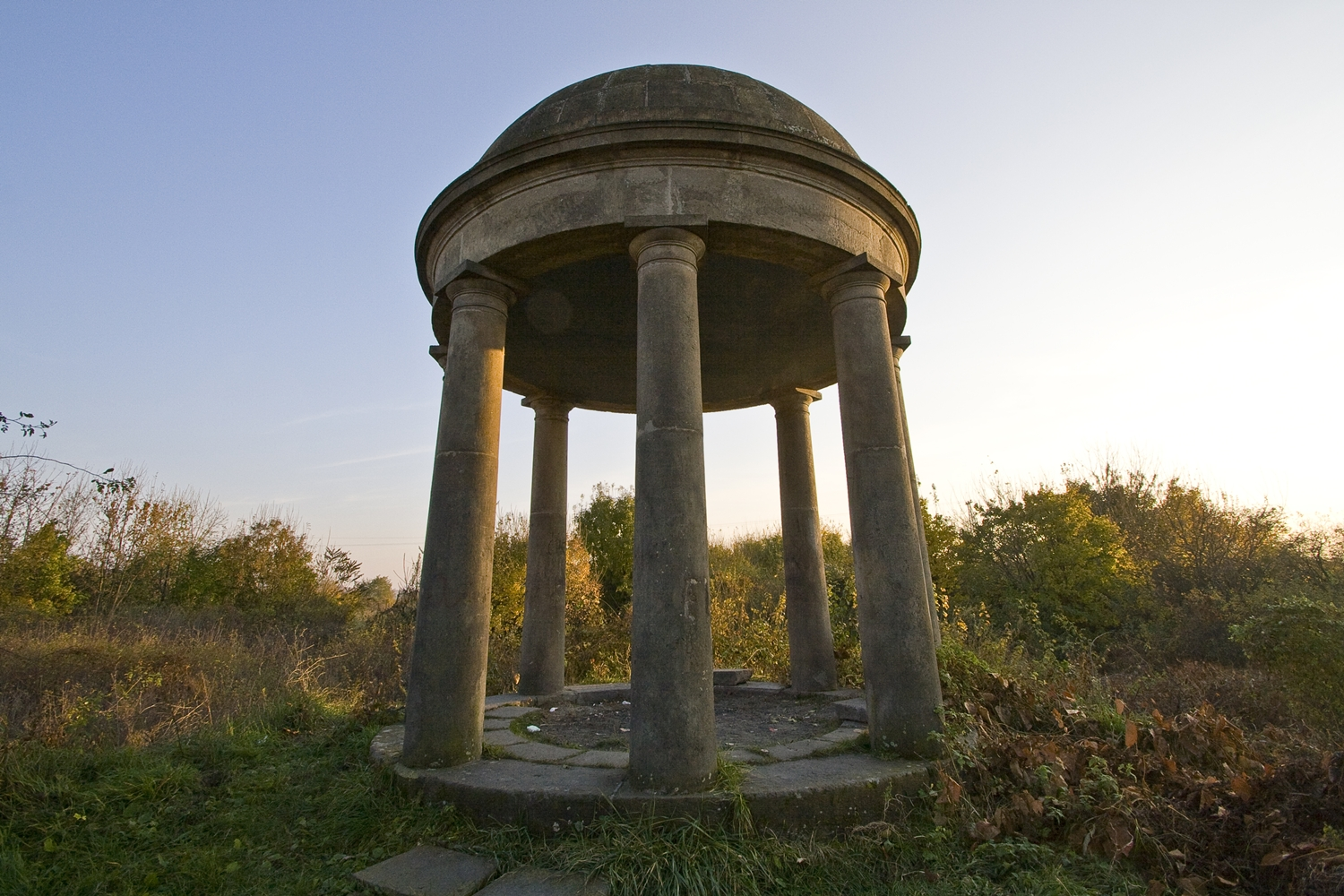
Gloriette az andornaktályai Mocsáry-kastély kertjében

## A pestszentlőrinci Gloriett névadója
1814-ben, a Napóleon legyőzése után Bécsben ülésező nagyhatalmi konferencia vendégei látogatást tettek Pesten, ebből az alkalomból tartottak katonai parádét Szent-Lőrinc pusztán. I. Ferenc magyar király, I. Sándor orosz cár, III. Frigyes Vilmos porosz király a mai Gilice téren emelt kilátóból (gloriett) szemlélte a parádét. A kilátó a második világháború során elpusztult, a nevét azonban őrzi a szomszédságában kialakult Gloriett-telep nevű településrész.

## Lásd még
- Széchenyi emlékmű
- fertőbozi Gloriette
- Andornaktálya